# Surfe nos Jogos Pan-Americanos de 2019 - SUP surf feminino
A competição do stand up feminino do surfe nos Jogos Pan-Americanos de 2019 foi disputada de 30 de julho a 4 de agosto na praia de Punta Rocas, em Punta Negra.

## Calendário
Horário local (UTC-5).
| Data        | Horário | Fase                            |
| ----------- | ------- | ------------------------------- |
| 29 de julho | 16:25   | Chave principal - Primeira fase |
| 31 de julho | 16:13   | Chave principal - Segunda fase  |
| 1 de agosto | 10:03   | Repescagem - Primeira fase      |
| 1 de agosto | 16:01   | Repescagem - Segunda fase       |
| 2 de agosto | 15:42   | Chave principal - Terceira fase |
| 3 de agosto | 9:42    | Repescagem - Terceira fase      |
| 3 de agosto | 12:09   | Repescagem - Quarta fase        |
| 3 de agosto | 14:42   | Chave principal - Quarta fase   |
| 4 de agosto | 9:00    | Semifinal                       |
| 4 de agosto | 12:12   | Final                           |

## Medalhistas
| Ouro   | COL Isabella Gómez |
| Prata  | PER Vania Torres   |
| Bronze | BRA Nicole Pacelli |

## Resultados

### Chave principal - primeira fase
As duas primeiras de cada bateria avançaram à segunda fase, enquanto a perdedora se classificou para a repescagem.
| Bateria | Classificação | Surfista            | Nacionalidade      | Pontuação | Notas |
| ------- | ------------- | ------------------- | ------------------ | --------- | ----- |
| 1       | 1             | Candice Appleby     | USA Estados Unidos | 5.43      | Q     |
| 1       | 2             | Josselyn Alabi      | ESA El Salvador    | 4.70      | Q     |
| 1       | 3             | Carla Pérez         | CHI Chile          | 0.00      | R     |
| 2       | 1             | Isabella Gómez      | COL Colômbia       | 8.86      | Q     |
| 2       | 2             | Lucia Cosoleto      | ARG Argentina      | 6.17      | Q     |
| 2       | 3             | Michell Soriano     | ECU Equador        | 1.73      | R     |
| 3       | 1             | Vania Torres        | PER Peru           | 11.33     | Q     |
| 3       | 2             | Nicole Pacelli      | BRA Brasil         | 7.50      | Q     |
| 3       | 3             | Catherine Bruhwiler | CAN Canadá         | 3.10      | R     |

### Chave principal - segunda fase
As duas primeiras de cada bateria avançaram à terceira fase, enquanto a perdedora se classificou para a repescagem. 
| Bateria | Classificação | Surfista        | Nacionalidade      | Pontuação | Notas |
| ------- | ------------- | --------------- | ------------------ | --------- | ----- |
| 1       | 1             | Nicole Pacelli  | BRA Brasil         | 8.76      | Q     |
| 1       | 2             | Candice Appleby | USA Estados Unidos | 8.07      | Q     |
| 1       | 3             | Lucia Cosoleto  | ARG Argentina      | 7.40      | R     |
| 2       | 1             | Vania Torres    | PER Peru           | 9.50      | Q     |
| 2       | 2             | Isabella Gómez  | COL Colômbia       | 7.90      | Q     |
| 2       | 3             | Josselyn Alabi  | ESA El Salvador    | 5.80      | R     |

### Chave principal - terceira fase
A primeira de cada bateria avançou à quarta fase, enquanto a perdedora se classificou para a repescagem. 
| Bateria | Classificação | Surfista        | Nacionalidade      | Pontuação | Notas |
| ------- | ------------- | --------------- | ------------------ | --------- | ----- |
| 1       | 1             | Nicole Pacelli  | BRA Brasil         | 13.00     | Q     |
| 1       | 2             | Isabella Gómez  | COL Colômbia       | 10.90     | R     |
| 2       | 1             | Vania Torres    | PER Peru           | 8.37      | Q     |
| 2       | 2             | Candice Appleby | USA Estados Unidos | 4.87      | R     |

### Chave principal - quarta fase
A primeira da bateria avançou à quarta fase, enquanto a perdedora se classificou para a disputa contra a vencedora da repescagem. 
| Bateria | Classificação | Surfista       | Nacionalidade | Pontuação | Notas |
| ------- | ------------- | -------------- | ------------- | --------- | ----- |
| 1       | 1             | Vania Torres   | PER Peru      | 13.17     | Q     |
| 1       | 2             | Nicole Pacelli | BRA Brasil    | 5.73      | R     |

### Repescagem - primeira fase
As duas primeiras da bateria avançaram à segunda fase da repescagem, enquanto a perdedora foi eliminada. 
| Bateria | Classificação | Surfista            | Nacionalidade | Pontuação | Notas |
| ------- | ------------- | ------------------- | ------------- | --------- | ----- |
| 1       | 1             | Catherine Bruhwiler | CAN Canadá    | 7.10      | Q     |
| 1       | 2             | Michell Soriano     | ECU Equador   | 5.00      | Q     |
| 1       | 3             | Carla Pérez         | CHI Chile     | 2.33      |       |

### Repescagem - segunda fase
A primeira de cada bateria avançou à terceira fase, enquanto a perdedora foi eliminada. 
| Bateria | Classificação | Surfista            | Nacionalidade   | Pontuação | Notas |
| ------- | ------------- | ------------------- | --------------- | --------- | ----- |
| 1       | 1             | Lucia Cosoleto      | ARG Argentina   | 10.40     | Q     |
| 1       | 2             | Catherine Bruhwiler | CAN Canadá      | 4.74      |       |
| 2       | 1             | Michell Soriano     | ECU Equador     | 5.34      | Q     |
| 2       | 2             | Josselyn Alabi      | ESA El Salvador | 5.14      |       |

### Repescagem - terceira fase
A primeira de cada bateria avançou à final da repescagem, enquanto a perdedora foi eliminada. 
| Bateria | Classificação | Surfista        | Nacionalidade      | Pontuação | Notas |
| ------- | ------------- | --------------- | ------------------ | --------- | ----- |
| 1       | 1             | Isabella Gómez  | COL Colômbia       | 10.20     | Q     |
| 1       | 2             | Lucia Cosoleto  | ARG Argentina      | 3.20      |       |
| 2       | 1             | Candice Appleby | USA Estados Unidos | 5.54      | Q     |
| 2       | 2             | Michell Soriano | ECU Equador        | 1.50      |       |

### Repescagem - final
A vencedora da final da repescagem avançou à semifinal contra a perdedora da final da chave principal, enquanto a perdedora da bateria foi eliminada. 
| Bateria | Classificação | Surfista        | Nacionalidade      | Pontuação | Notas |
| ------- | ------------- | --------------- | ------------------ | --------- | ----- |
| 1       | 1             | Isabella Gómez  | COL Colômbia       | 12.83     | Q     |
| 1       | 2             | Candice Appleby | USA Estados Unidos | 7.00      |       |

### Semifinal
A vencedora da semifinal avançou à final contra a vencedora da chave principal, enquanto a derrotada ficou com o bronze. 
| Bateria | Classificação | Surfista       | Nacionalidade | Pontuação | Notas             |
| ------- | ------------- | -------------- | ------------- | --------- | ----------------- |
| 1       | 1             | Isabella Gómez | COL Colômbia  | 14.10     | Q                 |
| 1       | 2             | Nicole Pacelli | BRA Brasil    | 11.56     | Medalha de bronze |

### Final
A vencedora da chave principal enfrentou a vencedora da disputa entre a campeã da repescagem e a derrotada na quarta fase da chave principal. 
| Bateria | Classificação | Surfista       | Nacionalidade | Pontuação | Notas            |
| ------- | ------------- | -------------- | ------------- | --------- | ---------------- |
| 1       | 1             | Isabella Gómez | COL Colômbia  | 10.73     | Medalha de ouro  |
| 1       | 2             | Vania Torres   | PER Peru      | 9.94      | Medalha de prata |